# Lijst van voetbalinterlands Antigua en Barbuda - Nederlandse Antillen
Deze lijst van voetbalinterlands is een overzicht van alle officiële voetbalwedstrijden tussen de nationale teams van Antigua en Barbuda en de Nederlandse Antillen. De landen speelden zeven keer tegen elkaar. De eerste ontmoeting was een kwalificatiewedstrijd voor het Wereldkampioenschap voetbal 1990 op 19 juni 1988 in Saint John's. Het laatste duel, een kwalificatiewedstrijd voor het Wereldkampioenschap voetbal 2006, vond plaats in Willemstad op 31 maart 2004.

## Wedstrijden
| № | Plaats         | Datum            | Competitie                          | Wedstrijd                                 | Uitslag |
| - | -------------- | ---------------- | ----------------------------------- | ----------------------------------------- | ------- |
| 1 | Saint John's   | 19 juni 1988     | WK 1990 kwalificatie                | Antigua en Barbuda − Nederlandse Antillen | 0 − 1   |
| 2 | Willemstad     | 29 juli 1988     | WK 1990 kwalificatie                | Nederlandse Antillen − Antigua en Barbuda | 3 − 1   |
| 3 | Willemstad     | 19 april 1992    | WK 1994 kwalificatie                | Nederlandse Antillen − Antigua en Barbuda | 1 − 1   |
| 4 | Saint John's   | 26 april 1992    | WK 1994 kwalificatie                | Antigua en Barbuda − Nederlandse Antillen | 3 − 0   |
| 5 | Port-au-Prince | 20 november 2002 | CONCACAF Gold Cup 2003 kwalificatie | Nederlandse Antillen − Antigua en Barbuda | 1 − 1   |
| 6 | Saint John's   | 18 februari 2004 | WK 2006 kwalificatie                | Antigua en Barbuda − Nederlandse Antillen | 2 − 0   |
| 7 | Willemstad     | 31 maart 2004    | WK 2006 kwalificatie                | Nederlandse Antillen − Antigua en Barbuda | 3 − 0   |

## Samenvatting
| Competitie                     | Totaal gespeeld | Winst Antig. en Barb. | Gelijk | Winst Ned. Ant. | Doelsaldo Antig. en Barb. – Ned. Ant. |
| ------------------------------ | --------------- | --------------------- | ------ | --------------- | ------------------------------------- |
| WK-kwalificatie                | 6               | 2                     | 1      | 3               | 7 − 8                                 |
| CONCACAF Gold Cup-kwalificatie | 1               | 0                     | 1      | 0               | 1 − 1                                 |
| Totaal                         | 7               | 2                     | 2      | 3               | 8 − 9                                 |